# Lista de membros do Conselho Federal suíço
As tabelas seguintes mostram os membros do Conselho Federal suíço (em alemão: Bundesrat, em francês: conseil fédéral, em italiano: consiglio federale), ou Conselheiros federais (em alemão: Bundesräte, em francês: conseillers fédéraux, em italiano: consiglieri federali), em ordem cronológica e para todos os anos desde a inauguração do Conselho Federal, de 1848 até hoje.

## Lista em ordem cronológica
| Década                  | Primeiro dia no cargo     | Conselheiros federais  | Conselheiros federais         | Conselheiros federais        | Conselheiros federais        | Conselheiros federais  | Conselheiros federais  | Conselheiros federais |
| ----------------------- | ------------------------- | ---------------------- | ----------------------------- | ---------------------------- | ---------------------------- | ---------------------- | ---------------------- | --------------------- |
| 1848                    | 16 de Novembro de 1848    | Ulrich Ochsenbein      | Jonas Furrer                  | Josef Munzinger              | Daniel-Henri Druey           | Friedrich Frey-Herosé  | Wilhelm Matthias Naeff | Stefano Franscini     |
| déc. de 1850]]          |                           | Ulrich Ochsenbein      | Jonas Furrer                  | Josef Munzinger              | Daniel-Henri Druey           | Friedrich Frey-Herosé  | Wilhelm Matthias Naeff | Stefano Franscini     |
| 31 de Dezembro de 1854  | Jakob Stämpfli            |                        | Jonas Furrer                  | Josef Munzinger              | Daniel-Henri Druey           | Friedrich Frey-Herosé  | Wilhelm Matthias Naeff | Stefano Franscini     |
| 11 de Julho de 1855     | Jakob Stämpfli            | Constant Fornerod      | Jonas Furrer                  | Josef Munzinger              |                              | Friedrich Frey-Herosé  | Wilhelm Matthias Naeff | Stefano Franscini     |
| 14 de Julho de 1855     | Jakob Stämpfli            | Constant Fornerod      | Jonas Furrer                  | Melchior Josef Martin Knüsel |                              | Friedrich Frey-Herosé  | Wilhelm Matthias Naeff | Stefano Franscini     |
| 30 de Julho de 1857     | Jakob Stämpfli            | Constant Fornerod      | Jonas Furrer                  | Melchior Josef Martin Knüsel | Giovanni Battista Pioda      | Friedrich Frey-Herosé  | Wilhelm Matthias Naeff |                       |
| déc. de 1860            | Jakob Stämpfli            | Constant Fornerod      | Jonas Furrer                  | Melchior Josef Martin Knüsel | Giovanni Battista Pioda      | Friedrich Frey-Herosé  | Wilhelm Matthias Naeff |                       |
| 30 de Julho de 1861     | Jakob Stämpfli            | Constant Fornerod      | Jakob Dubs                    | Melchior Josef Martin Knüsel | Giovanni Battista Pioda      | Friedrich Frey-Herosé  | Wilhelm Matthias Naeff |                       |
| 31 de Dezembro de 1863  | Karl Schenk               | Constant Fornerod      | Jakob Dubs                    | Melchior Josef Martin Knüsel | Giovanni Battista Pioda      | Friedrich Frey-Herosé  | Wilhelm Matthias Naeff |                       |
| 12 de Julho de 1864     | Karl Schenk               | Constant Fornerod      | Jakob Dubs                    | Melchior Josef Martin Knüsel | Jean-Jacques Challet-Venel   | Friedrich Frey-Herosé  | Wilhelm Matthias Naeff |                       |
| 31 de Dezembro 1866     | Karl Schenk               | Constant Fornerod      | Jakob Dubs                    | Melchior Josef Martin Knüsel | Jean-Jacques Challet-Venel   | Emil Welti             | Wilhelm Matthias Naeff |                       |
| 31 de Outubro de 1867   | Karl Schenk               | Victor Ruffy           | Jakob Dubs                    | Melchior Josef Martin Knüsel | Jean-Jacques Challet-Venel   | Emil Welti             | Wilhelm Matthias Naeff |                       |
| déc. de 1870            | Karl Schenk               | Victor Ruffy           | Jakob Dubs                    | Melchior Josef Martin Knüsel | Jean-Jacques Challet-Venel   | Emil Welti             | Wilhelm Matthias Naeff |                       |
| 1 de Fevereiro de 1870  | Karl Schenk               | Paul Cérésole          | Jakob Dubs                    | Melchior Josef Martin Knüsel | Jean-Jacques Challet-Venel   | Emil Welti             | Wilhelm Matthias Naeff |                       |
| 28 de Maio de 1872      | Karl Schenk               | Paul Cérésole          | Johann Jakob Scherer          | Melchior Josef Martin Knüsel | Jean-Jacques Challet-Venel   | Emil Welti             | Wilhelm Matthias Naeff |                       |
| 31 de Dezembro de 1872  | Karl Schenk               | Paul Cérésole          | Johann Jakob Scherer          | Melchior Josef Martin Knüsel | Eugène Borel                 | Emil Welti             | Wilhelm Matthias Naeff |                       |
| 31 de Dezembro de 1875  | Karl Schenk               | Joachim Heer           | Johann Jakob Scherer          | Numa Droz                    | Fridolin Anderwert           | Emil Welti             | Bernhard Hammer        |                       |
| 31 de Dezembro de 1878  | Karl Schenk               | Simeon Bavier          | Johann Jakob Scherer          | Numa Droz                    | Fridolin Anderwert           | Emil Welti             | Bernhard Hammer        |                       |
| déc. de 1880            | Karl Schenk               | Simeon Bavier          | Johann Jakob Scherer          | Numa Droz                    | Fridolin Anderwert           | Emil Welti             | Bernhard Hammer        |                       |
| 3 de Março de 1881      | Karl Schenk               | Simeon Bavier          | Johann Jakob Scherer          | Numa Droz                    | Antoine Louis John Ruchonnet | Emil Welti             | Bernhard Hammer        |                       |
| 10 de Abril de 1883     | Karl Schenk               | Adolf Deucher          | Johann Jakob Scherer          | Numa Droz                    | Antoine Louis John Ruchonnet | Emil Welti             | Bernhard Hammer        |                       |
| 13 de Dezembro de 1888  | Karl Schenk               | Adolf Deucher          | Wilhelm Friedrich Hertenstein | Numa Droz                    | Antoine Louis John Ruchonnet | Emil Welti             | Bernhard Hammer        |                       |
| déc. de 1890            | Karl Schenk               | Adolf Deucher          | Wilhelm Friedrich Hertenstein | Numa Droz                    | Antoine Louis John Ruchonnet | Emil Welti             | Bernhard Hammer        |                       |
| 31 de Dezembro de 1890  | Karl Schenk               | Adolf Deucher          | Wilhelm Friedrich Hertenstein | Numa Droz                    | Antoine Louis John Ruchonnet | Emil Welti             | Emil Frey              |                       |
| 31 de Dezembro de 1891  | Karl Schenk               | Adolf Deucher          | Wilhelm Friedrich Hertenstein | Numa Droz                    | Antoine Louis John Ruchonnet | Josef Zemp             | Emil Frey              |                       |
| 31 de Dezembro de 1892  | Karl Schenk               | Adolf Deucher          | Wilhelm Friedrich Hertenstein | Adrien Lachenal              | Antoine Louis John Ruchonnet | Josef Zemp             | Emil Frey              |                       |
| 14 de Dezembro de 1893  | Karl Schenk               | Adolf Deucher          | Wilhelm Friedrich Hertenstein | Adrien Lachenal              | Eugène Ruffy                 | Josef Zemp             | Emil Frey              |                       |
| 16 de Agosto de 1895    | Eduard Müller             | Adolf Deucher          | Walter Hauser                 | Adrien Lachenal              | Eugène Ruffy                 | Josef Zemp             | Emil Frey              |                       |
| 31 de Março de 1897     | Eduard Müller             | Adolf Deucher          | Walter Hauser                 | Adrien Lachenal              | Eugène Ruffy                 | Josef Zemp             | Ernst Brenner          |                       |
| 14 de Dezembro de 1899  | Eduard Müller             | Adolf Deucher          | Walter Hauser                 | Adrien Lachenal              | Marc-Emile Ruchet            | Josef Zemp             | Ernst Brenner          |                       |
| 1900s                   | Eduard Müller             | Adolf Deucher          | Walter Hauser                 | 31 de Dezembro de 1899       | Marc-Emile Ruchet            | Josef Zemp             | Ernst Brenner          | Robert Comtesse       |
| 1900s                   | Eduard Müller             | Adolf Deucher          | 11 de Dezembro de 1902        | Ludwig Forrer                | Marc-Emile Ruchet            | Josef Zemp             | Ernst Brenner          | Robert Comtesse       |
| 1900s                   | Eduard Müller             | Adolf Deucher          | 17 de Junho de 1908           | Ludwig Forrer                | Marc-Emile Ruchet            | Josef Anton Schobinger | Ernst Brenner          | Robert Comtesse       |
| déc. de 1910            | Eduard Müller             | Adolf Deucher          |                               | Ludwig Forrer                | Marc-Emile Ruchet            | Josef Anton Schobinger | Ernst Brenner          | Robert Comtesse       |
| 4 de Abril de 1911      | Eduard Müller             | Adolf Deucher          | Arthur Hoffmann               | Ludwig Forrer                | Marc-Emile Ruchet            | Josef Anton Schobinger |                        | Robert Comtesse       |
| 14 de Dezembro de 1911  | Eduard Müller             | Adolf Deucher          | Arthur Hoffmann               | Ludwig Forrer                | Marc-Emile Ruchet            | Giuseppe Motta         |                        | Robert Comtesse       |
| 12 de Março de 1912     | Eduard Müller             | Adolf Deucher          | Arthur Hoffmann               | Ludwig Forrer                | Marc-Emile Ruchet            | Giuseppe Motta         | Louis Perrier          |                       |
| 17 de Julho de 1912     | Eduard Müller             | Edmund Schulthess      | Arthur Hoffmann               | Ludwig Forrer                | Camille Decoppet             | Giuseppe Motta         | Louis Perrier          |                       |
| 12 de Junho 1913        | Eduard Müller             | Edmund Schulthess      | Arthur Hoffmann               | Ludwig Forrer                | Camille Decoppet             | Giuseppe Motta         | Felix-Louis Calonder   |                       |
| 26 de Junho de 1917     | Eduard Müller             | Edmund Schulthess      | Gustave Ador                  | Ludwig Forrer                | Camille Decoppet             | Giuseppe Motta         | Felix-Louis Calonder   |                       |
| 31 de Dezembro de 1917  | Eduard Müller             | Edmund Schulthess      | Gustave Ador                  | Robert Haab                  | Camille Decoppet             | Giuseppe Motta         | Felix-Louis Calonder   |                       |
| 11 de Dezembro de 1919  | Karl Scheurer             | Edmund Schulthess      | Gustave Ador                  | Robert Haab                  | Camille Decoppet             | Giuseppe Motta         | Felix-Louis Calonder   |                       |
| 31 de Dezembro de 1919  | Karl Scheurer             | Edmund Schulthess      | Ernest Chuard                 | Robert Haab                  | Jean-Marie Musy              | Giuseppe Motta         | Felix-Louis Calonder   |                       |
| déc. de 1920            | Karl Scheurer             | Edmund Schulthess      | Ernest Chuard                 | Robert Haab                  | Jean-Marie Musy              | Giuseppe Motta         | Felix-Louis Calonder   |                       |
| 12 de Fevereiro de 1920 | Karl Scheurer             | Edmund Schulthess      | Ernest Chuard                 | Robert Haab                  | Jean-Marie Musy              | Giuseppe Motta         | Heinrich Häberlin      |                       |
| 31 de Dezembro de 1928  | Karl Scheurer             | Edmund Schulthess      | Marcel Pilet-Golaz            | Robert Haab                  | Jean-Marie Musy              | Giuseppe Motta         | Heinrich Häberlin      |                       |
| 12 de Dezembro de 1929  | Rudolf Minger             | Edmund Schulthess      | Marcel Pilet-Golaz            | Albert Meyer                 | Jean-Marie Musy              | Giuseppe Motta         | Heinrich Häberlin      |                       |
| déc. de 1930            | Rudolf Minger             | Edmund Schulthess      | Marcel Pilet-Golaz            | Albert Meyer                 | Jean-Marie Musy              | Giuseppe Motta         | Heinrich Häberlin      |                       |
| 30 de Abril de 1934     | Rudolf Minger             | Edmund Schulthess      | Marcel Pilet-Golaz            | Albert Meyer                 | Johannes Baumann             | Giuseppe Motta         | Philipp Etter          |                       |
| 15 de Abril de 1935     | Rudolf Minger             | Hermann Obrecht        | Marcel Pilet-Golaz            | Albert Meyer                 | Johannes Baumann             | Giuseppe Motta         | Philipp Etter          |                       |
| 31 de Dezembro de 1938  | Rudolf Minger             | Hermann Obrecht        | Marcel Pilet-Golaz            | Ernst Wetter                 | Johannes Baumann             | Giuseppe Motta         | Philipp Etter          |                       |
| déc. de 1940            | Rudolf Minger             | Hermann Obrecht        | Marcel Pilet-Golaz            | Ernst Wetter                 | Johannes Baumann             | Giuseppe Motta         | Philipp Etter          |                       |
| 22 de Fevereiro de 1940 | Rudolf Minger             | Hermann Obrecht        | Marcel Pilet-Golaz            | Ernst Wetter                 | Johannes Baumann             | Enrico Celio           | Philipp Etter          |                       |
| 31 de Julho de 1940     | Rudolf Minger             | Hermann Obrecht        | Marcel Pilet-Golaz            | Ernst Wetter                 | Johannes Baumann             | Enrico Celio           | Philipp Etter          |                       |
| 10 de Dezembro de 1940  | Eduard von Steiger        | Walther Stampfli       | Marcel Pilet-Golaz            | Ernst Wetter                 | Johannes Baumann             | Enrico Celio           | Philipp Etter          |                       |
| 31 de Dezembro de 1940  | Eduard von Steiger        | Walther Stampfli       | Marcel Pilet-Golaz            | Ernst Wetter                 | Karl Kobelt                  | Enrico Celio           | Philipp Etter          |                       |
| 31 de Dezembro de 1943  | Eduard von Steiger        | Walther Stampfli       | Marcel Pilet-Golaz            | Ernst Nobs                   | Karl Kobelt                  | Enrico Celio           | Philipp Etter          |                       |
| 31 de Dezembro de 1944  | Eduard von Steiger        | Walther Stampfli       | Max Petitpierre               | Ernst Nobs                   | Karl Kobelt                  | Enrico Celio           | Philipp Etter          |                       |
| 31 de Dezembro de 1947  | Eduard von Steiger        | Rodolphe Rubattel      | Max Petitpierre               | Ernst Nobs                   | Karl Kobelt                  | Enrico Celio           | Philipp Etter          |                       |
| déc. de 1950            | Eduard von Steiger        | Rodolphe Rubattel      | Max Petitpierre               | Ernst Nobs                   | Karl Kobelt                  | Enrico Celio           | Philipp Etter          |                       |
| 15 de Outubro de 1950   | Eduard von Steiger        | Rodolphe Rubattel      | Max Petitpierre               | Ernst Nobs                   | Karl Kobelt                  | Josef Escher           | Philipp Etter          |                       |
| 13 de Dezembro de 1951  | Markus Feldmann           | Rodolphe Rubattel      | Max Petitpierre               | Ernst Nobs                   | Karl Kobelt                  | Josef Escher           | Philipp Etter          |                       |
| 31 de Dezembro de 1951  | Markus Feldmann           | Rodolphe Rubattel      | Max Petitpierre               | Max Weber                    | Karl Kobelt                  | Josef Escher           | Philipp Etter          |                       |
| 9 de Dezembro de 1954   | Markus Feldmann           | Rodolphe Rubattel      | Max Petitpierre               | Max Weber                    | Karl Kobelt                  | Thomas Holenstein      | Philipp Etter          |                       |
| 31 de Dezembro de 1954  | Markus Feldmann           | Hans Streuli           | Max Petitpierre               | Paul Chaudet                 | Giuseppe Lepori              | Thomas Holenstein      | Philipp Etter          |                       |
| 11 de Dezembro de 1958  | Friedrich Traugott Wahlen | Hans Streuli           | Max Petitpierre               | Paul Chaudet                 | Giuseppe Lepori              | Thomas Holenstein      | Philipp Etter          |                       |
| déc. de 1960            | Friedrich Traugott Wahlen | 31 de Dezembro de 1959 | Max Petitpierre               | Paul Chaudet                 | Willy Spühler                | Hans-Peter Tschudi     | Ludwig von Moos        | Jean Bourgknecht      |
| déc. de 1960            | Friedrich Traugott Wahlen | 30 de Junho de 1961    | Hans Schaffner                | Paul Chaudet                 | Willy Spühler                | Hans-Peter Tschudi     | Ludwig von Moos        | Jean Bourgknecht      |
| déc. de 1960            | Friedrich Traugott Wahlen | 30 de Setembro de 1962 | Hans Schaffner                | Paul Chaudet                 | Willy Spühler                | Hans-Peter Tschudi     | Ludwig von Moos        | Roger Bonvin          |
| déc. de 1960            | 31 de Dezembro de 1965    | Rudolf Gnägi           | Hans Schaffner                | Paul Chaudet                 | Willy Spühler                | Hans-Peter Tschudi     | Ludwig von Moos        | Roger Bonvin          |
| déc. de 1960            | 31 de Dezembro de 1966    | Rudolf Gnägi           | Hans Schaffner                | Nello Celio                  | Willy Spühler                | Hans-Peter Tschudi     | Ludwig von Moos        | Roger Bonvin          |
| déc. de 1970            | 31 de Dezembro de 1969    | Rudolf Gnägi           | Ernst Brugger                 | Nello Celio                  | Willy Spühler                | Hans-Peter Tschudi     | Ludwig von Moos        | Roger Bonvin          |
| déc. de 1970            | 31 de Janeiro de 1970     | Rudolf Gnägi           | Ernst Brugger                 | Nello Celio                  | Pierre Graber                | Hans-Peter Tschudi     | Ludwig von Moos        | Roger Bonvin          |
| déc. de 1970            | 31 de Dezembro de 1971    | Rudolf Gnägi           | Ernst Brugger                 | Nello Celio                  | Pierre Graber                | Hans-Peter Tschudi     | Kurt Furgler           | Roger Bonvin          |
| déc. de 1970            | 1 de Dezembro de 1973     | Rudolf Gnägi           | Ernst Brugger                 | Nello Celio                  | Pierre Graber                | Willy Ritschard        | Kurt Furgler           | Roger Bonvin          |
| déc. de 1970            | 31 de Dezembro de 1973    | Rudolf Gnägi           | Ernst Brugger                 | Georges-André Chevallaz      | Pierre Graber                | Willy Ritschard        | Kurt Furgler           | Hans Hürlimann        |
| déc. de 1970            | 31 de Janeiro de 1978     | Rudolf Gnägi           | Pierre Aubert                 | Georges-André Chevallaz      | Fritz Honegger               | Willy Ritschard        | Kurt Furgler           | Hans Hürlimann        |
| déc. de 1980            | 31 de Dezembro de 1979    | Leon Schlumpf          | Pierre Aubert                 | Georges-André Chevallaz      | Fritz Honegger               | Willy Ritschard        | Kurt Furgler           | Hans Hürlimann        |
| déc. de 1980            | 31 de Dezembro de 1982    | Leon Schlumpf          | Pierre Aubert                 | Georges-André Chevallaz      | Rudolf Friedrich             | Willy Ritschard        | Kurt Furgler           | Alphons Egli          |
| déc. de 1980            | 7 de Dezembro de 1983     | Leon Schlumpf          | Pierre Aubert                 | Georges-André Chevallaz      | Rudolf Friedrich             | Otto Stich             | Kurt Furgler           | Alphons Egli          |
| déc. de 1980            | 31 de Dezembro de 1983    | Leon Schlumpf          | Pierre Aubert                 | Jean-Pascal Delamuraz        | Rudolf Friedrich             | Otto Stich             | Kurt Furgler           | Alphons Egli          |
| déc. de 1980            | 20 de Outubro de 1984     | Leon Schlumpf          | Pierre Aubert                 | Jean-Pascal Delamuraz        | Elisabeth Kopp               | Otto Stich             | Kurt Furgler           | Alphons Egli          |
| déc. de 1980            | 31 de Dezembro de 1986    | Leon Schlumpf          | Pierre Aubert                 | Jean-Pascal Delamuraz        | Elisabeth Kopp               | Otto Stich             | Arnold Koller          | Flavio Cotti          |
| déc. de 1980            | 31 de Dezembro de 1987    | Adolf Ogi              | René Felber                   | Jean-Pascal Delamuraz        | Elisabeth Kopp               | Otto Stich             | Arnold Koller          | Flavio Cotti          |
| déc. de 1980            | 12 de Janeiro de 1989     | Adolf Ogi              | René Felber                   | Jean-Pascal Delamuraz        | Kaspar Villiger              | Otto Stich             | Arnold Koller          | Flavio Cotti          |
| déc. de 1990            | 31 de Dezembro de 1989    | Adolf Ogi              | René Felber                   | Jean-Pascal Delamuraz        | Kaspar Villiger              | Otto Stich             | Arnold Koller          | Flavio Cotti          |
| déc. de 1990            | 31 de Março de 1993       | Adolf Ogi              | Ruth Dreifuss                 | Jean-Pascal Delamuraz        | Kaspar Villiger              | Otto Stich             | Arnold Koller          | Flavio Cotti          |
| déc. de 1990            | 31 de Outubro de 1995     | Adolf Ogi              | Ruth Dreifuss                 | Jean-Pascal Delamuraz        | Kaspar Villiger              | Moritz Leuenberger     | Arnold Koller          | Flavio Cotti          |
| déc. de 1990            | 30 de Março de 1998       | Adolf Ogi              | Ruth Dreifuss                 | Pascal Couchepin             | Kaspar Villiger              | Moritz Leuenberger     | Arnold Koller          | Flavio Cotti          |
| déc. de 1990            | 30 de Abril de 1999       | Adolf Ogi              | Ruth Dreifuss                 | Pascal Couchepin             | Kaspar Villiger              | Moritz Leuenberger     | Ruth Metzler           | Joseph Deiss          |
| déc. de 2000            |                           | Adolf Ogi              | Ruth Dreifuss                 | Pascal Couchepin             | Kaspar Villiger              | Moritz Leuenberger     | Ruth Metzler           | Joseph Deiss          |
| 31 de Dezembro de 2000  | Samuel Schmid             |                        | Ruth Dreifuss                 | Pascal Couchepin             | Kaspar Villiger              | Moritz Leuenberger     | Ruth Metzler           | Joseph Deiss          |
| 31 de Dezembro de 2002  | Samuel Schmid             | Micheline Calmy-Rey    |                               | Pascal Couchepin             | Kaspar Villiger              | Moritz Leuenberger     | Ruth Metzler           | Joseph Deiss          |
| 31 de Dezembro de 2003  | Samuel Schmid             | Micheline Calmy-Rey    | Christoph Blocher             | Pascal Couchepin             | Hans-Rudolf Merz             | Moritz Leuenberger     |                        | Joseph Deiss          |
| 31 de Julho de 2006     | Samuel Schmid             | Micheline Calmy-Rey    | Christoph Blocher             | Pascal Couchepin             | Hans-Rudolf Merz             | Moritz Leuenberger     | Doris Leuthard         |                       |
| 31 de Dezembro de 2007  | Samuel Schmid             | Micheline Calmy-Rey    | Eveline Widmer-Schlumpf       | Pascal Couchepin             | Hans-Rudolf Merz             | Moritz Leuenberger     | Doris Leuthard         |                       |
| 20 de março de 2025     | Samuel Schmid             | Micheline Calmy-Rey    | Eveline Widmer-Schlumpf       | Pascal Couchepin             | Hans-Rudolf Merz             | Moritz Leuenberger     | Doris Leuthard         |                       |

## Estatísticas

### Tempo no cargo

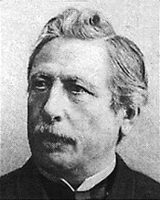
Mais longo:
Schenk morreu no seu 32° ano no cargo.

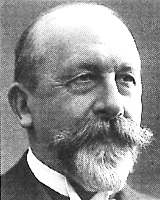
Mais curto:
Perrier morreu 14 meses após sua eleição.

As tabelas seguintes não incluem conselheiros em atividade.
| Anos | Nome                         | Termo     |
| ---- | ---------------------------- | --------- |
| 31   | Karl Schenk                  | 1863–1895 |
| 29   | Adolf Deucher                | 1883–1912 |
| 28   | Giuseppe Motta               | 1911–1940 |
| 27   | Wilhelm Matthias Naeff       | 1848–1875 |
| 25   | Emil Welti                   | 1866–1891 |
|      | Philipp Etter                | 1934–1959 |
| 24   | Eduard Müller                | 1895–1919 |
| 22   | Edmund Schulthess            | 1912–1935 |
| 20   | Melchior Josef Martin Knüsel | 1855–1875 |

| Anos | Nome                   | Termo     |
| ---- | ---------------------- | --------- |
| 1    | Louis Perrier          | 1912–1913 |
|      | Rudolf Friedrich       | 1982–1984 |
| 2    | Gustave Ador           | 1917–1919 |
|      | Jean Bourgknecht       | 1959–1962 |
|      | Max Weber              | 1951–1954 |
|      | Victor Ruffy           | 1867–1869 |
| 3    | Eugène Borel           | 1872–1875 |
|      | Joachim Heer           | 1875–1878 |
|      | Josef Anton Schobinger | 1908–1911 |
| 4    | Christoph Blocher      | 2003–2007 |
|      | Alphons Egli           | 1983–1986 |
|      | Elisabeth Kopp         | 1984–1989 |
|      | Josef Escher           | 1950–1954 |
|      | Ruth Metzler           | 1999–2003 |
| 5    | Ernst Wetter           | 1938–1943 |
|      | Fridolin Anderwert     | 1875–1880 |
|      | Fritz Honegger         | 1977–1982 |
|      | Giuseppe Lepori        | 1954–1959 |
|      | Hermann Obrecht        | 1935–1940 |
|      | Paul Cérésole          | 1870–1875 |
|      | René Felber            | 1987–1993 |
|      | Thomas Holenstein      | 1955–1959 |

### Idade (mais idoso e mais jovem)

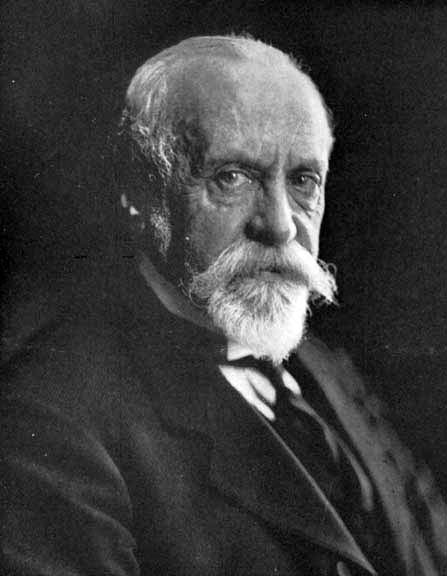
O mais idoso:
Ador foi eleito com 72 anos

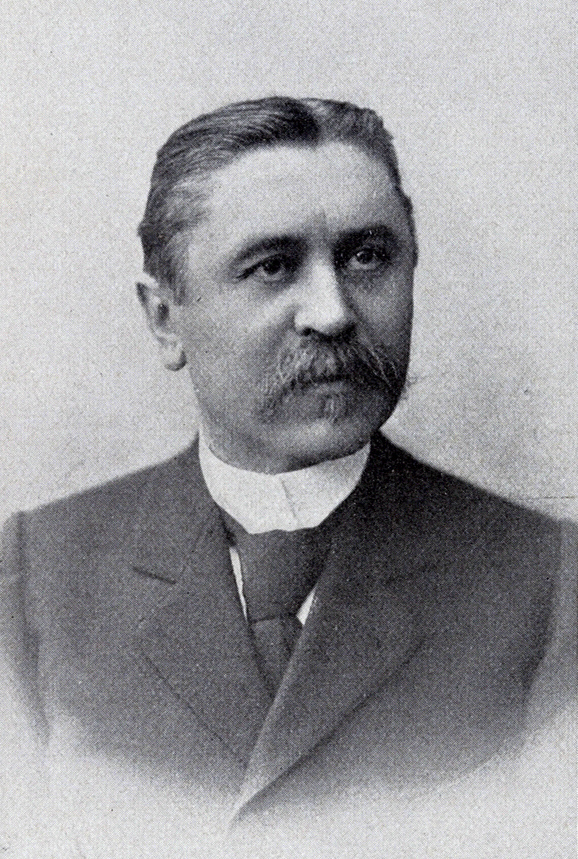
O mais jovem:
Numa Droz tinha 31 anos quando da sua eleição

| Idade | Nome               | Eleito em |
| ----- | ------------------ | --------- |
| 72    | Gustave Ador       | 1917      |
| 65    | Josef Escher       | 1950      |
| 63    | Louis Perrier      | 1912      |
|       | Christoph Blocher  | 2003      |
| 62    | Ernest Chuard      | 1919      |
| 61    | Ernst Wetter       | 1938      |
|       | Hans Streuli       | 1953      |
|       | Pierre Graber      | 1969      |
|       | Hans-Rudolf Merz   | 2004      |
| 60    | Fritz Honegger     | 1977      |
|       | Johannes Baumann   | 1934      |
| ...   |                    |           |
| 39    | Eugène Ruffy       | 1893      |
|       | Jakob Dubs         | 1861      |
|       | Marcel Pilet-Golaz | 1928      |
| 38    | Paul Cérésole      | 1870      |
| 37    | Ulrich Ochsenbein  | 1848      |
| 36    | Constant Fornerod  | 1855      |
|       | Eugène Borel       | 1872      |
| 35    | Ruth Metzler       | 1999      |
| 34    | Jakob Stämpfli     | 1854      |
| 31    | Numa Droz          | 1875      |

| Idade | Nome                   | Ano  |
| ----- | ---------------------- | ---- |
| 81    | Adolf Deucher          | 1912 |
| 74    | Gustave Ador           | 1919 |
| 73    | Josef Zemp             | 1908 |
|       | Wilhelm Matthias Naeff | 1875 |
| 72    | Ludwig Forrer          | 1917 |
| 71    | Karl Schenk            | 1895 |
|       | Ernest Chuard          | 1928 |
| 70    | Eduard Müller          | 1919 |
|       | Eduard von Steiger     | 1951 |
| ...   |                        |      |
| 50    | Adrien Lachenal        | 1899 |
| 49    | Jakob Dubs             | 1872 |
| 48    | Constant Fornerod      | 1867 |
|       | Numa Droz              | 1892 |
| 46    | Victor Ruffy           | 1869 |
| 43    | Jakob Stämpfli         | 1863 |
|       | Paul Cérésole          | 1875 |
|       | Ulrich Ochsenbein      | 1854 |
| 40    | Eugène Borel           | 1875 |
| 39    | Ruth Metzler           | 2004 |

### Vida

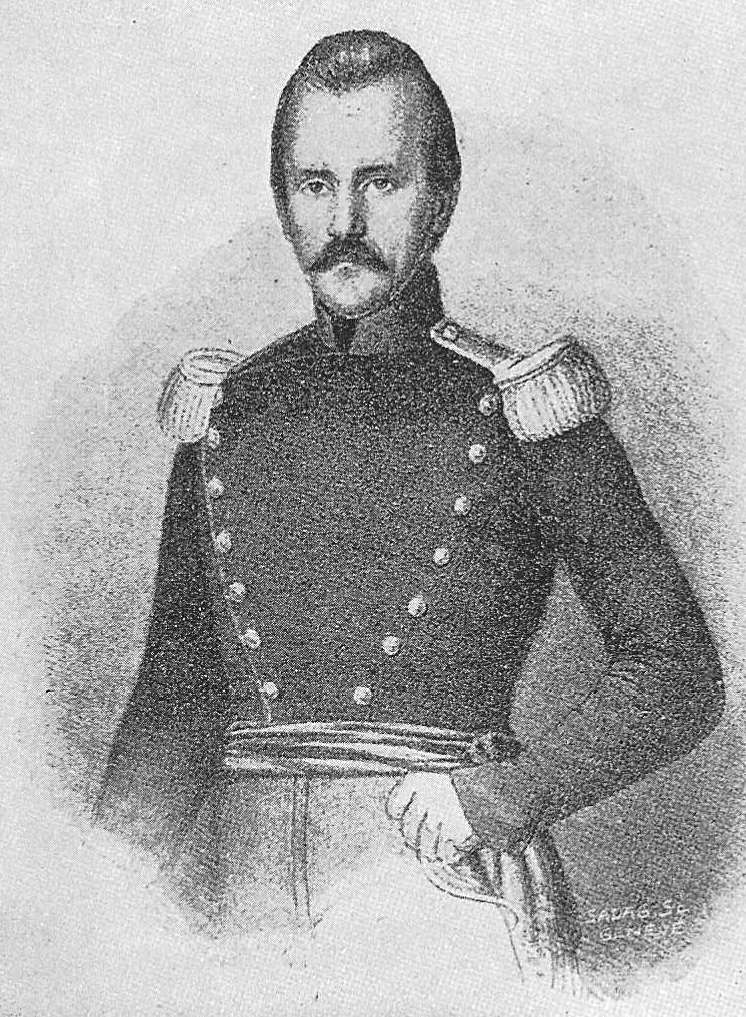
Ochsenbein ainda viveu 36 anos depois de deixar o cargo

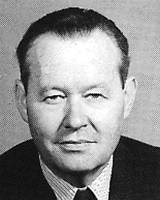
O mais idoso:
Schaffner morreu com 95 anos em 2004

Nota: as tabelas seguintes não incluem antigos conselheiros ainda vivos.
| Anos | Nome                 | Morte |
| ---- | -------------------- | ----- |
| 36   | Ulrich Ochsenbein    | 1890  |
| 35   | Hans Schaffner       | 2004  |
| 33   | Max Petitpierre      | 1994  |
| 32   | Constant Fornerod    | 1899  |
|      | Felix-Louis Calonder | 1952  |
| 30   | Enrico Celio         | 1980  |
|      | Paul Cérésole        | 1905  |
| 29   | Hans-Peter Tschudi   | 2002  |
| 25   | Emil Frey            | 1922  |
|      | Pierre Graber        | 2003  |
| 22   | Nello Celio          | 1995  |

| Idade | Nome                      | Morte |
| ----- | ------------------------- | ----- |
| 95    | Hans Schaffner            | 2004  |
|       | Max Petitpierre           | 1994  |
| 94    | Pierre Graber             | 2003  |
| 90    | Enrico Celio              | 1980  |
| 88    | Felix-Louis Calonder      | 1952  |
|       | Hans-Peter Tschudi        | 2002  |
|       | Willy Spühler             | 1990  |
| 87    | Georges-André Chevallaz   | 2002  |
| 86    | Friedrich Traugott Wahlen | 1985  |
|       | Philipp Etter             | 1977  |